# Mark Greene
Mark Greene è un personaggio della serie televisiva E.R. - Medici in prima linea, interpretato da Anthony Edwards. È stato considerato protagonista per le prime otto stagioni.

## Biografia del personaggio
Mark, figlio unico, è cresciuto con sua madre Ruth e suo padre David, lei cattolica non praticante, lui ebreo agnostico. Il padre ha servito la marina americana, perciò la sua famiglia ha dovuto spostarsi spesso. Mark aveva un buon rapporto con la madre, mentre quello col padre era piuttosto forzato: ha agito sempre in modo da farlo arrabbiare, facendo il contrario di quello che voleva. Il ricordo più bello della sua infanzia è il periodo in cui andò a vivere alle Hawaii, periodo che poi volle ricreare prima di morire.
Mark incontrò sua moglie Jennifer al liceo, la loro relazione proseguì durante gli anni del college dove lui studiava medicina e lei legge. Durante questi anni conobbe il suo futuro collega Peter Benton. Successivamente lui e Jennifer si sposarono e nacque la loro figlia Rachel. Completò infine l'internato al County General Hospital di Chicago dove diventerà molto amico del dottor Doug Ross, che lo soprannominerà affettuosamente Ciccio.
Nel corso della prima stagione, dove Mark e Jennifer sono già sposati e loro figlia Rachel ha qualche anno, il matrimonio diviene sempre più traballante a causa dei turni all'ospedale di Mark, ma anche dalla decisione della moglie di proseguire gli studi interrotti. Questo li costringerà a fare i conti con il pendolarismo e a un rapporto a distanza. Quando Jennifer inizierà una relazione con un collega il matrimonio finirà definitivamente e lei e Rachel si trasferiranno prima a Milwaukee e poi a Saint-Louis. Dopo il divorzio da Jennifer, la vita di Mark divenne molto travagliata vista la sua difficoltà a mantenere un buon rapporto con la figlia.
In uno degli episodi più significativi, Tragico errore, il dottor Greene fa una diagnosi sbagliata a una donna incinta che va incontro a preeclampsia e a un parto estremamente lungo e difficile. Nonostante il suo straordinario impegno la donna muore, mentre il bambino sopravvive. Nella seconda stagione il marito farà causa al dottore.
Col tempo si scoprirà innamorato della dottoressa Susan Lewis, ma lei deciderà di trasferirsi a Phoenix per stare vicina alla sorella Chloe e sua nipote Susie. Proprio quando Susan sta salendo sul treno, Mark la raggiunge e le dichiara il suo amore, dandole un primo e ultimo bacio. La dottoressa però decide di partire lo stesso e saluta Greene dicendogli che lo ama anche lei.
Quando il padre di Doug muore, lui e Mark vanno in California per regolare alcuni affari e fanno una deviazione per andare a trovare i genitori di Mark. Il suo rapporto col padre David è ancora difficile, mentre la madre, Ruth, soffre di una serie di condizioni mediche associate all'invecchiamento. Prima che lei muoia, Mark scopre che la madre aveva considerato la sua nascita come un errore, in quanto conosceva da poco suo padre e lo aveva sposato solo perché era rimasta incinta.
Dopo varie relazioni di poco conto, Mark trova nuovamente l'amore con il chirurgo inglese Elizabeth Corday; contemporaneamente il padre si trasferisce da lui a Chicago, poiché ha un tumore polmonare in stadio terminale e non è più in grado di vivere da solo. In questo periodo di convivenza forzata, lentamente i due stabiliscono finalmente il legame emotivo a lungo mancato, complice anche la figura di Elizabeth. David prima di morire instaurerà anche una breve, ma affettuosa relazione con la madre di Elizabeth.
Nel corso della settima stagione Mark scopre di avere un tumore al cervello: verrà sottoposto a un delicato intervento la notte di Capodanno e lentamente riprenderà servizio presso il pronto soccorso. Tutto sembra volgere al meglio, Elizabeth rimane incinta, si sposeranno e avranno una figlia, Ella. Rachel, la prima figlia di Mark, ormai adolescente, torna a Chicago senza preavviso e instaura subito un rapporto molto conflittuale con la nuova moglie del padre. La situazione precipita quando la piccola Ella rischia di morire dopo aver ingerito alcune pillole di ecstasy che si trovavano nello zaino di Rachel. Quando Mark si rifiuterà di cacciare Rachel, sinceramente pentita dell'episodio, Elizabeth abbandonerà la casa portando con sé la figlia.
È passato un anno dall'intervento al cervello di Mark, quando il tumore si ripresenta in forma più aggressiva e inoperabile. Poiché inizialmente egli non vuole raccontare nulla alla moglie, sarà Susan, tornata recentemente al County General Hospital, a stargli accanto e prendersi cura di lui. Elizabeth in seguito scoprirà la verità e vorrebbe tornare subito a casa, ma Mark le dice che non vuole che si comporti da moglie solo perché è malato. Alla fine ella tornerà comunque e lo aiuterà ad affrontare il tumore. Quando capirà che non potrà più svolgere la sua attività di medico come prima, Mark si dimetterà e deciderà anche di sospendere la chemioterapia, preferendo vivere godendosi i pochi mesi che gli rimangono. Decide quindi di passare l'ultimo periodo della sua vita alle Hawaii, insieme con Rachel. Una mattina però Mark si sente male e Rachel chiede a Elizabeth di raggiungerli. La Corday si presenta con la piccola Ella e così la famiglia finalmente riunita passa gli ultimi giorni in serenità. Poco tempo dopo, infatti, una lettera di Mark arriva al policlinico e nelle ultime righe Elizabeth annuncia ai colleghi la scomparsa di suo marito il 9 maggio 2002.
Il personaggio torna in un flashback nel settimo episodio della quindicesima stagione, ambientato presumibilmente tra il 2001 e il 2002: Mark è infatti malato e sta ancora facendo la chemioterapia, che interromperà poco tempo dopo, quando capirà che non c'è più nulla da fare. Egli incontra al policlinico la dottoressa Banfield (la stessa che nella quindicesima stagione diventerà capo del pronto soccorso) nel momento più tragico della sua vita: suo figlio Daryl, dopo aver avuto un attacco epilettico, viene trasportato in ospedale, dove Mark gli diagnostica un'altra malattia. Il piccolo ha infatti la leucemia e muore lo stesso giorno.
Nel finale della serie si vede sua figlia Rachel, ormai adulta, iniziare il tirocinio al County General Hospital. Si viene quindi a conoscenza di come abbia seguito le orme del padre scegliendo di diventare medico.